# Isabella de Fortibus

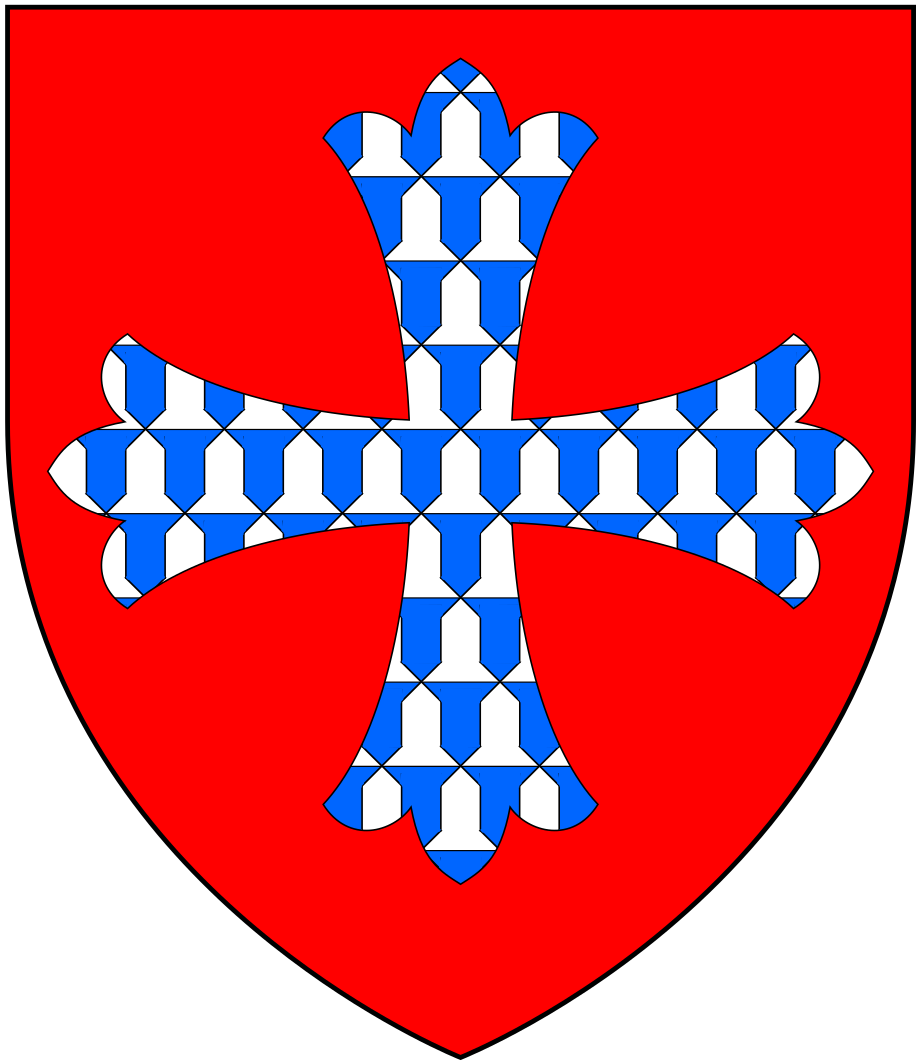
Stemma dei de Fortibus

Isabella de Redvers (luglio 1237 ... – 1293) è stata una nobildonna inglese e ottava contessa del Devon. Era figlia di Baldwin de Redvers e di Amice Clare. Alla morte del fratello Baldwin ereditò la contea di Devon e la signoria dell'Isola di Wight. Dopo la morte del proprio marito , ereditò molte altre terre divenendo una delle più ricche donne d'Inghilterra. La sua residenza principale era il castello di Carisbrook. Ebbe sei figli, morti tutti prima di lei. Prima di morire, fu costretta da re Edoardo I a venderle l'Isola di Wight per 6000 marchi.

## Biografia
Nacque nel luglio del 1237 da Baldwin de Redvers, VIII conte di Devon, e da Amice de Clare (1220 – 1284), figlia a sua volta di Gilberto di Clare, V conte di Gloucester. I de Clare erano un'importante famiglia cambro-normanna. Nel 1215 Gilberto aveva assistito alla firma della Magna Charta e aveva combattuto contro Giovanni d'Inghilterra nella Prima guerra dei baroni. I de Redvers invece erano di origine normanna ed erano arrivati in Inghilterra quasi duecento anni prima al seguito di Guglielmo il Conquistatore. 
All'età di undici o dodici anni venne sposata a Guglielmo de Forz (o Fortibus), possessore di terre nel Cumberland e nello Yorkshire, nonché titolare del contado di Aumale in Normandia. Da questo matrimonio ebbe Avelina de Forz (Yorkshire 20 gennaio 1258 – Surrey 10 novembre 1283), che sposò Edmondo Plantageneto. 
Quando Guglielmo morì nel 1260, i figli erano ancora in minore età e la loro custodia passò a re Enrico II. Guglielmo lasciò alla moglie parte delle sue proprietà. Due anni dopo morì anche suo fratello Baldwin de Redvers, VII conte di Devon (1º gennaio 1236 – 1262) lasciandole il titolo oltre a proprietà in Devon, Hampshire e quasi tutta l'Isola di Wight. Isabella si ritrovò così ad essere una giovane donna estremamente ricca e desiderabile, con parecchie proprietà ed i titoli di Contessa di Aumale, e di Signora dell'Isola di Wight. 

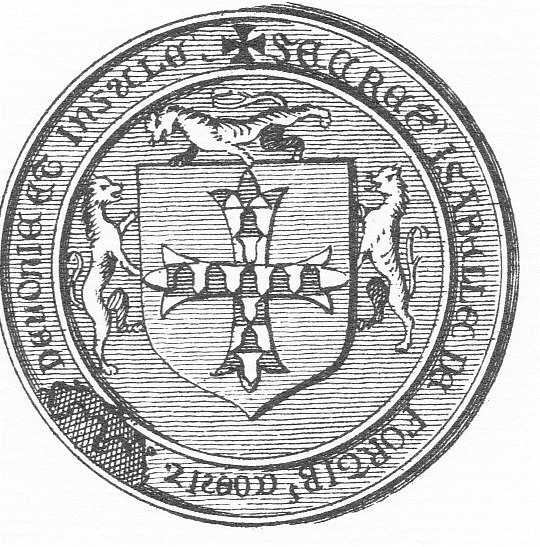
Sigillo di Isabella. Sono accostati lo stemma dei Redvers (il leone rampante) e lo stemma dei de Fortibus. SECRETUM ISABELL(A)E DE FORTIB(U)S (COMITISSA(E)) (DE) DEVONIE ET INSULE

Nel 1264 il figlio di Simone V di Montfort, Simone VI di Montfort, chiese al re il permesso di sposarla, Isabella doveva essere contraria al progetto tanto che per sfuggirlo arrivò a nascondersi nel monastero di Breamore nell'Hampshire e poi in Galles. Nel 1268 le fu prospettato un altro matrimonio, con il figlio di Enrico III d'Inghilterra, Edmondo, ma Isabella rifiutò nuovamente e fu la figlia Avelina a sposare il rampollo reale lasciandolo poi vedovo nel 1283 dopo quattordici anni di matrimonio.
La maggior parte della sua vita Isabella la passò sull'Isola di Wight vivendo della rendita dei propri possedimenti, possedimenti che alla corona, nella persona di Edoardo I d'Inghilterra, facevano molta gola. Nel 1293 mentre era in viaggio da Canterbury Isabella si ammalò e dovette fermarsi a Lambeth, qui il re mandò un suo servitore che portò con sé un documento dove si chiedeva alla contessa di vendere al re, per una somma irrisoria, l'Isola di Wight e Isabella ormai morente sottoscrisse l'atto di vendita.
Isabella morì il 10 novembre 1293 e fu sepolta nel monastero di Breamore.

## Successione
Dopo la morte di Isabella, la baronia feudale di Plympton e forse la contea di Devon passarono a un cugino diciassettenne di secondo grado.

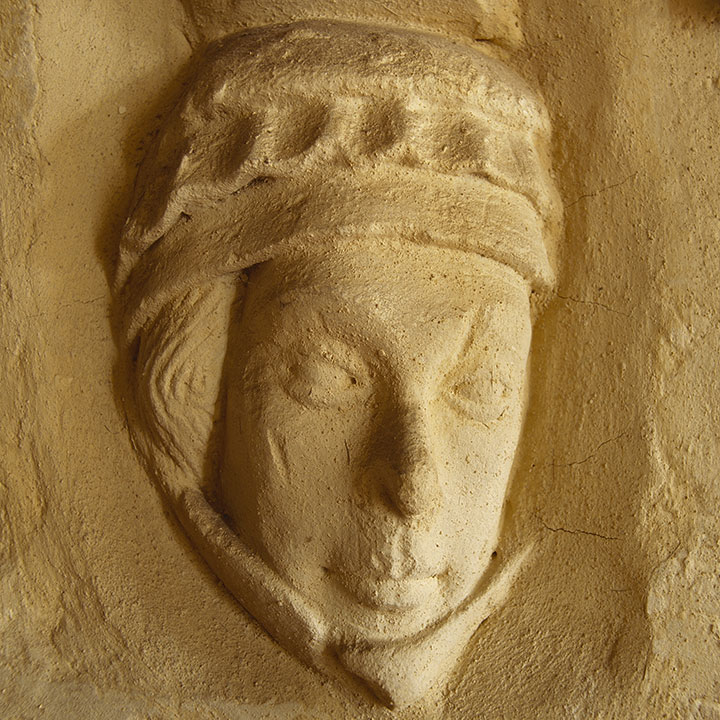
Mensola eventuale d'Isabella de Fortibus al priore di Christchurch, en Dorset.

## Ascendenza
|                                             |                                          |                                            | Genitori                                |  |  | Nonni |  |  | Bisnonni                                  |  |  | Trisnonni                              |  |
|                                             |                                          |                                            |                                         |  |  |       |  |  | Guglielmo di Redvers, V contessa di Devon |  |  | Baldovino di Redvers, I conte di Devon |  |
|                                             |                                          |                                            |                                         |  |  |       |  |  | Guglielmo di Redvers, V contessa di Devon |  |  | Baldovino di Redvers, I conte di Devon |  |
|                                             |                                          | Adelize di Baalun                          |                                         |  |  |       |  |  | Guglielmo di Redvers, V contessa di Devon |  |  |                                        |  |
| Baldovino di Redvers                        |                                          |                                            |                                         |  |  |       |  |  | Guglielmo di Redvers, V contessa di Devon |  |  |                                        |  |
|                                             |                                          | Mabel di Beaumont                          | Roberto II di Beaumont, conte di Meulan |  |  |       |  |  |                                           |  |  |                                        |  |
|                                             |                                          | Mabel di Beaumont                          | Roberto II di Beaumont, conte di Meulan |  |  |       |  |  |                                           |  |  |                                        |  |
|                                             |                                          | Mabel di Beaumont                          | Matilda di Dunstanville                 |  |  |       |  |  |                                           |  |  |                                        |  |
| Baldovino di Redvers, VI contessa di Devon  |                                          | Mabel di Beaumont                          |                                         |  |  |       |  |  |                                           |  |  |                                        |  |
|                                             |                                          | Warin FitzGerald                           | Enrico FitzGerald                       |  |  |       |  |  |                                           |  |  |                                        |  |
|                                             |                                          | Warin FitzGerald                           | Enrico FitzGerald                       |  |  |       |  |  |                                           |  |  |                                        |  |
|                                             |                                          | Warin FitzGerald                           | Matilda di Chesney                      |  |  |       |  |  |                                           |  |  |                                        |  |
| Margherita FitzGerald                       |                                          | Warin FitzGerald                           |                                         |  |  |       |  |  |                                           |  |  |                                        |  |
|                                             |                                          | Alice di Curcy                             | Guglielmo di Courcy                     |  |  |       |  |  |                                           |  |  |                                        |  |
|                                             |                                          | Alice di Curcy                             | Guglielmo di Courcy                     |  |  |       |  |  |                                           |  |  |                                        |  |
|                                             |                                          | Alice di Curcy                             | Gundred di Warenn                       |  |  |       |  |  |                                           |  |  |                                        |  |
| Isabella di Redvers, VIII contessa di Devon |                                          | Alice di Curcy                             |                                         |  |  |       |  |  |                                           |  |  |                                        |  |
|                                             | Riccardo di Clare, III conte di Hertford | Ruggero di Clare, II conte di Hertford     |                                         |  |  |       |  |  |                                           |  |  |                                        |  |
|                                             | Riccardo di Clare, III conte di Hertford | Ruggero di Clare, II conte di Hertford     |                                         |  |  |       |  |  |                                           |  |  |                                        |  |
|                                             | Riccardo di Clare, III conte di Hertford | Matilda di Saint-Hilaire                   |                                         |  |  |       |  |  |                                           |  |  |                                        |  |
| Gilberto di Clare, V conte di Gloucester    | Riccardo di Clare, III conte di Hertford |                                            |                                         |  |  |       |  |  |                                           |  |  |                                        |  |
|                                             |                                          | Amice di Gloucester                        | Guglielmo, II conte di Gloucester       |  |  |       |  |  |                                           |  |  |                                        |  |
|                                             |                                          | Amice di Gloucester                        | Guglielmo, II conte di Gloucester       |  |  |       |  |  |                                           |  |  |                                        |  |
|                                             |                                          | Amice di Gloucester                        | Havisa di Beaumont                      |  |  |       |  |  |                                           |  |  |                                        |  |
| Amice di Clare                              |                                          | Amice di Gloucester                        |                                         |  |  |       |  |  |                                           |  |  |                                        |  |
|                                             |                                          | Guglielmo, I conte di Pembroke             | Giovanni FitzGilbert                    |  |  |       |  |  |                                           |  |  |                                        |  |
|                                             |                                          | Guglielmo, I conte di Pembroke             | Giovanni FitzGilbert                    |  |  |       |  |  |                                           |  |  |                                        |  |
|                                             |                                          | Guglielmo, I conte di Pembroke             | Sibilla di Salisbury                    |  |  |       |  |  |                                           |  |  |                                        |  |
| Isabella di Pembroke                        |                                          | Guglielmo, I conte di Pembroke             |                                         |  |  |       |  |  |                                           |  |  |                                        |  |
|                                             |                                          | Isabella di Clare, IV contessa di Pembroke | Riccardo di Clare, II conte di Pembroke |  |  |       |  |  |                                           |  |  |                                        |  |
|                                             |                                          | Isabella di Clare, IV contessa di Pembroke | Riccardo di Clare, II conte di Pembroke |  |  |       |  |  |                                           |  |  |                                        |  |
|                                             |                                          | Isabella di Clare, IV contessa di Pembroke | Eva MacMurrough                         |  |  |       |  |  |                                           |  |  |                                        |  |
|                                             |                                          | Isabella di Clare, IV contessa di Pembroke |                                         |  |  |       |  |  |                                           |  |  |                                        |  |